# Acacia andamanica
Acacia andamanica é uma espécie de leguminosa do gênero Acacia, pertencente à família Fabaceae.